# Charles Voirin
Pour les articles homonymes, voir Varin et Voirin.
Charles Voirin dit Varin, né à Nancy le 20 janvier 1798 (1er pluviôse an VI) et mort dans le 9e arrondissement de Paris le 22 avril 1869, est un dramaturge français.
Il a également écrit sous les pseudonymes de Victor Warin, V. Warin et Victor.

## Biographie
Destiné par son père à la profession du notariat, Varin passa dix ans au fond d’une étude, d’où il vint un jour à Paris sans argent. Intéressé par l’écriture théâtrale, il consuma un long temps à rompre le cercle d’obstacles qui s’opposa à ses débuts. Lorsque les premiers succès vinrent, vers 1825, il se fit appeler tout d’abord Victor, puis prit le pseudonyme de Varin, de façon que son père, tenu dans l’ignorance de ses gains, et ne lui supprimât pas sa pension d’étudiant.
Une fois le pied à la scène, il fournit très régulièrement les théâtres de pièces, généralement des vaudevilles, pleines de gaieté et de mouvement. Il écrivit la plupart du temps en société avec des auteurs variés. Pour n’en citer que quelques-uns : Bayard, Clairville, Desvergers, Paul de Kock, Duvert, Labiche, Auguste Lefranc, Henri Rochefort, Étienne et Jacques Arago.
Ses œuvres sont disponibles dans la base de données des archives de la ville de Montpellier, 19 sont recensés,.
Il obtint la Légion d'honneur en août 1864. Son portrait figurait dans la salle de spectacle de sa ville natale.
Il est inhumé au cimetière du Père-Lachaise (67e division), avenue des Peupliers, 1ère ligne, M=Z-9.

## Théâtre
- 1825 : L’Amour et la Guerre, vaudeville en un acte de Varin, Étienne Arago et Desnoyers, théâtre du Vaudeville (22 août)
- 1830 : Arwed, ou les Représailles, épisode de la guerre d'Amérique, drame en deux actes mêlé de couplets de Varin, Étienne Arago et Desvergers, théâtre du Vaudeville (31 mars)
- 1830 : Un bal du grand monde, comédie-vaudeville en un acte de Varin, Desvergers et Monnais, théâtre du Vaudeville (7 juin)
- 1832 : Les deux font la paire, comédie-vaudeville en un acte de Varin et Jean-François Bayard, théâtre des Variétés (30 juin)
- 1833 : Une passion, vaudeville en un acte de Varin et Desvergers au théâtre du Vaudeville (15 février)
- 1833 : Les Femmes d’emprunt, comédie-vaudeville en un acte de Varin et Desvergers, théâtre du Vaudeville (23 août)
- 1834 : Le capitaine Roland, comédie-vaudeville en un acte de Varin, Édouard Monnais et Desvergers, théâtre du Vaudeville (23 juin). Ce vaudeville a été traduit en russe par le dramaturge russe Feodor Koni et est en cours sur les théâtres russes toujours
- 1835 : Au clair de la lune, ou les Amours du soir, vaudeville en trois actes de Varin, Desvergers et Lubize, théâtre des Variétés (11 février)
- 1836 : Un bal du grand monde, comédie-vaudeville en un acte de Varin et Desvergers, théâtre du Vaudeville (7 juin)
- 1837 : 3e et 4e au-dessus de l’entresol, vaudeville en un acte de Varin et Duponchel, théâtre des Variétés (20 juillet)
- 1837 : Le Mari à la ville et la femme à la campagne, comédie-vaudeville en deux actes de Varin, théâtre du Vaudeville (3 août)
- 1838 : Les Saltimbanques, comédie-parade en trois actes, mêlée de couplets, de Varin et Dumersan, théâtre des Variétés (25 janvier)
- 1838 : La Demoiselle majeure, comédie-vaudeville en un acte de Varin et Laurencin, théâtre du Vaudeville (5 avril)
- 1838: Le puff, vaudeville en 3 tableaux, avec Pierre Carmouche et Louis Huart.
- 1839 : Un jeune homme charmant, drame-vaudeville en 5 actes de Varin et Paul de Kock, théâtre de la Gaîté (13 août)
- 1840 : La Jolie Fille du faubourg, comédie-vaudeville en trois actes de Varin et Paul de Kock, tirée du roman de ce dernier, théâtre du Vaudeville (13 juillet)
- 1841 : Un grand criminel, vaudeville en deux actes de Varin, Jacques Arago et Lefranc, théâtre du Vaudeville (24 juillet)
- 1843 : Paris, Orléans et Rouen, comédie-vaudeville en 3 actes de Varin et Bayard, théâtre du Palais-Royal (1er septembre)
- 1844 : Une invasion de grisettes, vaudeville en deux actes de Varin et Étienne Arago, théâtre du Palais-Royal (16 décembre)
- 1845 : L'Enfant de la maison, vaudeville en un acte, de Varin, Labiche et Eugène Nyon, théâtre du Gymnase (21 novembre)
- 1845 : Les Sept Merveilles du monde, revue en cinq tableaux à spectacle mêlée de couplets, de Varin et Pierre Carmouche, théâtre du Gymnase-Dramatique (26 juillet)
- 1845 : Une nuit terrible, vaudeville en un acte, avec Xavier et Jean-Baptiste Dubois, Paris, théâtre du Palais-Royal, 22 février
- 1847 : Amour et Biberon, comédie-vaudeville en un acte de Varin et Dumersan, théâtre du Palais-Royal (8 février)
- 1848 : L’Académicien de Pontoise, comédie-vaudeville en deux actes de Varin et Varner, théâtre Montansier ( 22 avril)[7]
- 1850 : Traversin et Couverture, parodie de Toussaint Louverture en 4 actes mêlés de peu de vers et de beaucoup de prose, de Varin et Labiche, théâtre du Palais-Royal (26 avril)
- 1851 : Le Docteur Chiendent, ou l’Héritage de Rocambole, vaudeville en deux actes de Varin, théâtre des Variétés (10 avril)
- 1854 : Deux profonds scélérats, pochade de Varin et Labiche, théâtre du Palais-Royal (24 février)
- 1859 : Une giroflée à cinq feuilles, comédie-vaudeville en un acte de Varin et Édouard Montagne, théâtre du Palais-Royal (1er avril)
- 1860 : Je suis mon fils, comédie-vaudeville en un acte de Varin et Henri Rochefort, théâtre du Palais-Royal (4 février)
- 1860 : Les Trois Fils de Cadet-Roussel, comédie-vaudeville en trois actes de Varin, Laurencin et Michel Delaporte, théâtre du Palais-Royal (1er juin)
- 1861 : Ma sœur Mirette, comédie en deux actes, mêlée de chants, de Varin et Delaporte, théâtre du Vaudeville (30 juin)
- 1862 : Ah ! que l’amour est agréable !, vaudeville en cinq actes de Varin et Delaporte, théâtre du Palais-Royal (21 juillet)
- 1863 : Un ténor pour tout faire !, opérette en un acte de Varin et Delaporte, musique de Victor Robillard, théâtre du Palais-Royal (15 novembre)
- 1864 : Les Ficelles de Montempoivre, vaudeville en trois actes de Varin et Delaporte, théâtre du Palais-Royal (27 août)
- 1865 : Les Filles mal gardées, comédie en trois actes de Varin et Delapoerte, théâtre du Gymnase-dramatique (26 juillet)
- 1866 : Madame Ajax, pièce en trois actes de Varin et Delaporte, théâtre du Vaudeville (27 août)
- 1866 : Le Baudet perdu, paysannerie en un acte de Varin et Delaporte, théâtre du Palais-Royal (3 avril)